# Massimo Dutti
Massimo Dutti是一家西班牙服裝公司，此外該公司還銷售香水製品。它成立于1985年，為印地紡旗下高端品牌。 Massimo Dutti剛成立時，其产品范围仅限于男装，1991年，印地紡收購該公司65%的股份，1995年又收購剩下的股份，同年增加女装系列產品。 2003年，该公司推出儿童系列服裝品牌Massimo Dutti Boys and Girls。

## 外部鏈接
- 官方网站